# Pueblo ahom
Los ahoms fundaron el reino de Ahom (1228-1826) en partes de lo que actualmente es Assam, India, gobernando por un período de casi 600 años. Los documentos históricos no llaman al reino como "Ahom", sino que lo mencionan como "Asam" (o Assam), y los habitantes del reino son llamados "Assamese" o "Axomiya". Luego de que los británicos llegaran a la zona, se modificaron estos significados. El término "Ahom" aparece en los Buranjis para referirse al grupo de oficiales civiles y militares a las órdenes del rey Ahom, todos estos cargos no eran hereditarios.